# Upogebia baweana
Upogebia baweana is een tienpotigensoort uit de familie van de Upogebiidae. De wetenschappelijke naam van de soort is voor het eerst geldig gepubliceerd in 1979 door Tirmizi & Kazmi.